# Peter Day (Chemiker)
Peter Day (* 20. August 1938 in East Malling, Kent; † 19. Mai 2020 in Marsh Baldon, Oxfordshire) war ein britischer Chemiker.
Day studierte Chemie an der Universität Oxford (Wadham College) mit dem Bachelorabschluss 1961 und der Promotion bei Robert Williams 1965. Danach war er Lecturer in Oxford und Fellow des St. John’s College. Er war Professor am University College London. Im Ruhestand lebte er in Oxford und Roussillon.
Er war ein Pionier in der Chemie von Materialien mit ungewöhnlichen physikalischen Eigenschaften (optischen, magnetischen und elektrischen Eigenschaften) und von festen Komplexen mit gemischten Valenzen. Diese sind häufig durch intensive Farben gekennzeichnet wie Preußisch Blau. Day fand wenig in der Literatur und tat sich 1966 mit Melvin B. Robin an den Bell Laboratories in Murray Hill zusammen und klassifizierte mit ihm Komplexe mit gemischten Valenzen in drei Klassen je nach der Beweglichkeit der Valenzen (Robin-Day-Klassifikation). Ihre gemeinsame Arbeit von 1967 ist eine der meistzitierten chemischen Veröffentlichungen. Zu den von Day entwickelten Materialien gehören optisch durchsichtige Ferromagnete, die mit Licht an- oder ausgeschaltet werden konnten.
1986 wurde er Fellow der Royal Society, deren Bakerian Lecture. 2003 wurde er Ehren-Fellow des Wadham College in Oxford, Fellow der Royal Society of Chemistry und des Institute of Physics. 1988 war er Direktor des Institut Laue-Langevin in Grenoble. Day selbst nutzte Neutronenstreuung für seine Forschung und er entwickelte auch später Instrumente für die Isis-Neutronenquelle am Rutherford Appleton Laboratory bei Oxford.
1991 bis 1998 war er Direktor der Royal Institution und er war Direktor von deren Faraday Research Laboratory.
Er war ab 1964 mit Frances Anderson verheiratet und hatte zwei Kinder.

## Schriften
- mit Melvin B. Robin: Mixed Valence Chemistry, Advances in Inorganic Chemistry and Radiochemistry, Band 10, 1967, S. 247–422.
- On the Cucumber Tree, Grimsay Press 2012 (Autobiografie).